# The Prairie School
La The Prairie School è una scuola primaria e secondaria (high school) statunitense che si trova a Wind Point, in Wisconsin. La scuola, fondata nel 1965 da Imogene Powers Johnson e Willie Hilpert, è accreditata dal Minor Planet Center per  la scoperta dell'asteroide 210425 Imogene effettuata il 10 gennaio 2008.